# Aulus Gabini (militar 90 aC)
Aulus Gabini (llatí: Aulus Gabinius o Gaius Gabinius, el praenomen és dubtós) va ser un militar romà del segle i aC. Formava part de la gens Gabínia, una gens romana d'origen plebeu.
Va ser llegat a la guerra social. L'any 89 aC després d'una victoriosa campanya contra els marsis i els lucans va morir en un setge d'un camp enemic. Orosi diu que el seu nom era Gai Gabini (Gaius Gabinius)